# Sarraguzan
Sarraguzan är en kommun i departementet Gers i regionen Occitanien i sydvästra Frankrike. Kommunen ligger i kantonen Miélan som tillhör arrondissementet Mirande. År 2022 hade Sarraguzan 87 invånare.

## Befolkningsutveckling
Antalet invånare i kommunen Sarraguzan
Referens:INSEE